# Gruppo Sportivo Mira 1983-1984
Questa voce raccoglie le informazioni riguardanti il Gruppo Sportivo Mira nelle competizioni ufficiali della stagione 1983-1984.

## Rosa
| N. |                   | Ruolo | Calciatore         |
| -- | ----------------- | ----- | ------------------ |
|    | Italia (bandiera) | C     | Alfredo Bernardini |
|    | Italia (bandiera) | C     | Nello Berton       |
|    | Italia (bandiera) | C     | Luigi Biasiolo     |
|    | Italia (bandiera) | D     | Renzo Bonato       |
|    | Italia (bandiera) | D     | Andrea Busetto     |
|    | Italia (bandiera) | A     | Maurizio Campi     |
|    | Italia (bandiera) | D     | Stefano Celegato   |
|    | Italia (bandiera) | C     | Michele Forin      |
|    | Italia (bandiera) | C     | Alessandro Gallina |
|    | Italia (bandiera) | C     | Ruggero Galuppo    |

| N. |                   | Ruolo | Calciatore       |
| -- | ----------------- | ----- | ---------------- |
|    | Italia (bandiera) | A     | Ennio Gazzetta   |
|    | Italia (bandiera) | A     | Attilio Gementi  |
|    | Italia (bandiera) | D     | Franco Marchesin |
|    | Italia (bandiera) | C     | Danilo Niero     |
|    | Italia (bandiera) | D     | Massimo Pattaro  |
|    | Italia (bandiera) | P     | Carlo Romio      |
|    | Italia (bandiera) | C     | Luigi Seno       |
|    | Italia (bandiera) | D     | Giovanni Tasca   |
|    | Italia (bandiera) | C     | Aldo Vianello    |